# Парнел (Ајова)
Парнел (енгл. Parnell) град је у америчкој савезној држави Ајова. По попису становништва из 2010. у њему је живело 193 становника.

## Демографија
Према попису становништва из 2010. у граду је живело 193 становника, што је -27 (-12.3%) становника више него 2000. године.
| Група             | 2000.       | 2010.       |
| Белци             | 219 (99,5%) | 187 (96,9%) |
| Афроамериканци    | 0 (0,0%)    | 0 (0,0%)    |
| Азијати           | 0 (0,0%)    | 0 (0,0%)    |
| Хиспаноамериканци | 1 (0,5%)    | 1 (0,5%)    |
| Укупно            | 220         | 193         |